# Chien de pique
Pour plus de détails, voir Fiche technique et Distribution.
Chien de pique est un western camarguais français réalisé par Yves Allégret, sorti en 1960.

## Synopsis
Dans une manade de Camargue où Patrick, gangster américain retiré des affaires, s'est installé, l'arrivée de Robert, tout juste sorti de prison, va engendrer la violence.

## Fiche technique
- Titre : Chien de pique
- Réalisation : Yves Allégret
- Assistant réalisateur : François Leterrier
- Scénario : Albert Vidalie
- Dialogues : Yves Allégret et Albert Vidalie
- Décors : James Allan
- Photographie : Michel Kelber
- Son : Louis Hochet
- Musique : Michel Legrand
- Montage : Maurice Serein
- Scripte : Suzanne Durrenberger
- Photographe de plateau : Léo Mirkine
- Sociétés de production : Arès Productions - Belmont Films
- Pays d'origine :  France
- Genre : Drame
- Durée : 90 minutes
- Date de sortie : 
  - France : 21 décembre 1960
  - tourné aux Saintes-Maries-de-la-Mer, Bac du Sauvage (bagarre avec les riziculteurs) Vauvert (courses et abrivado), Le Cailar (extérieurs), Gallician...(Pont et marais de la scène finale)
- Affiche : Jouineau Bourduge (France)

## Distribution
- Eddie Constantine : Patrick
- Raymond Pellegrin : Robert
- Marie Versini : Zita
- Georges Douking : Manuel
- Pierre Clémenti : Paco
- Moustache
- Henri Cogan
- Henri San Juan
- Francis San Juan : un gardian
- Jean-Marc Allègre : un riziculteur